# Callibaetis distinctus
Callibaetis distinctus är en dagsländeart som beskrevs av Lugo-ortiz och Mccafferty 1996. Callibaetis distinctus ingår i släktet Callibaetis och familjen ådagsländor. Inga underarter finns listade i Catalogue of Life.